# Dick McDonough
Richard Tobin McDonough (* 30. Juli 1904 in New York City; † 25. Mai 1938 in Manhattan, New York City) war ein US-amerikanischer Jazz-Gitarrist und Banjospieler des Oldtime Jazz und des Swing.
Dick McDonough spielte zunächst Banjo und ging später zur Gitarre über. Ende der 1920er Jahre arbeitete er unter anderem mit Red Nichols, später mit Paul Whiteman.
McDonough nahm in seiner kurzen Karriere Platten mit Nichols, Bunny Berigan, den Dorsey Brothers (By Heck, Old Man Harlem, 1933), Benny Goodman (I Gotta Right to Sing the Blues, 1933), Miff Mole, Adrian Rollini, Red Norvo, Jack Teagarden, Johnny Mercer, Billie Holiday, Pee Wee Russell, Frank Trumbauer, Glenn Miller, Gene Gifford (New Orleans Twist, 1933), Fats Waller und Joe Venuti, sowie Gitarrenduette mit Carl Kress auf (Danzon und Stage Fright, 1934). Kurz vor seinem Tod entstand 1937 die Jam Session at Victor, die ihn als Solist herausstellt (Honeysuckle Rose, The Blues). Dick McDonough starb an den Folgen von Alkoholismus.

## Diskographie (Auswahl)
- Dorsey Bothers: Harlem Lullaby (Hep, 1933)
- Benny Goodman: 1931–1933, 1934–1935 (Classics)
- Miff Mole: Slippin' Around (Frog, 1927–1930)
- Carl Kress and Dick McDonough: Pioniers of Jazz Guitar (Retrieval, 1927–1939) Anthologie